# Keith Browning
Keith Anthony Browning (né le 31 juillet 1938) est un météorologue britannique réputé pour ses recherches théoriques sur la structure des orages et des dépressions. Ses travaux avec Frank Ludlam sur les orages supercellulaires à Wokingham, GB, en 1962 marquaient la première interprétation détaillée de leur structure et ont influencé les recherches ultérieures.

## Carrière
Keith Browning fit ses études puis travailla à l'Imperial College de Londres. Avec Frank Ludlam, il se rendit dans le Midwest des États-Unis de 1962 à 1966 pour obtenir des données sur les orages violents estivaux. Ils ont publié ensemble durant cette période une série d'articles décrivant la structure orageuse qui ont fait autorité dans le domaine,,,.
Browning fut engagé en 1966 par le Met Office britannique pour diriger le laboratoire de recherche météorologique de Malvern, poste qu'il avait conservé jusqu'en 1984, sauf en 1974-75 alors qu'il passa une année au National Hail Research Experiment (recherche sur la grêle) à NCAR au Colorado en tant que scientifique en chef.
De 1985 à 1991, il devint le directeur de recherche du Met Office à Bracknell. En 1992, il quitta le Met office et rejoignit l'Université de  Reading comme directeur du Centre conjoint de recherche des événements de méso-échelle et comme professeur au département de météorologie. 
En 1997, il avait ajouté à ses tâches celle de directeur du réseau inter-universitaire de recherche sur le temps (Universities Weather Research Network) et en 2000, celle de directeur des Mesures météorologiques inter-universitaires (Universities Facility for Atmospheric Measurements). 
En 2003, Keith Browning a pris sa retraite mais demeure professeur émérite de l'université de Reading et professeur invité à l'université de Leeds depuis 2006.

### Courant-jet d'occlusion
Une autre de ses publications très connue est reliée à la tempête de 1987 qui avait frappé l'ouest de l'Europe et causé des dommages importants par le vent. Browning a effectué une étude détaillée des conditions météorologiques et il a identifié un corridor étroit (parfois pas plus large que 50 km) où le vent était particulièrement violent. Ce courant-jet d'occlusion provenant des niveaux moyens de la troposphère descend vers le sol et assèche l'air pour former une éclaircie au sud-ouest du système ressemblant à l'aiguillon d'un scorpion, d'où le nom de « Sting jet » en anglais qu'il lui a donné,.

## Affiliations
Il est élu Fellow of the Royal Society en 1978.
Il fut président de la Royal Meteorological Society de 1988 à 1990.